# هالیوود (فلوریدا)
هالیوود (به انگلیسی: Hollywood) شهری در شهرستان برووارد ایالت فلوریدا است که در سال ۱۹۲۵ بنیان‌گذاری شده‌است. این شهر طبق سرشماری سال ۲۰۱۰ میلادی، ۱۴۱٬۲۰۲ نفر جمعیت داشته و مساحت آن نیز ۷۹٫۸ کیلومتر مربع است.